# Bernhard von Langenbeck
Bernhard Rudolf Konrad von Langenbeck (9 de noviembre de 1810 - 29 de septiembre de 1887) fue un cirujano alemán conocido como el desarrollador de la amputación de Langenbeck y fundador de los Archivos de Cirugía de Langenbeck.

## Biografía

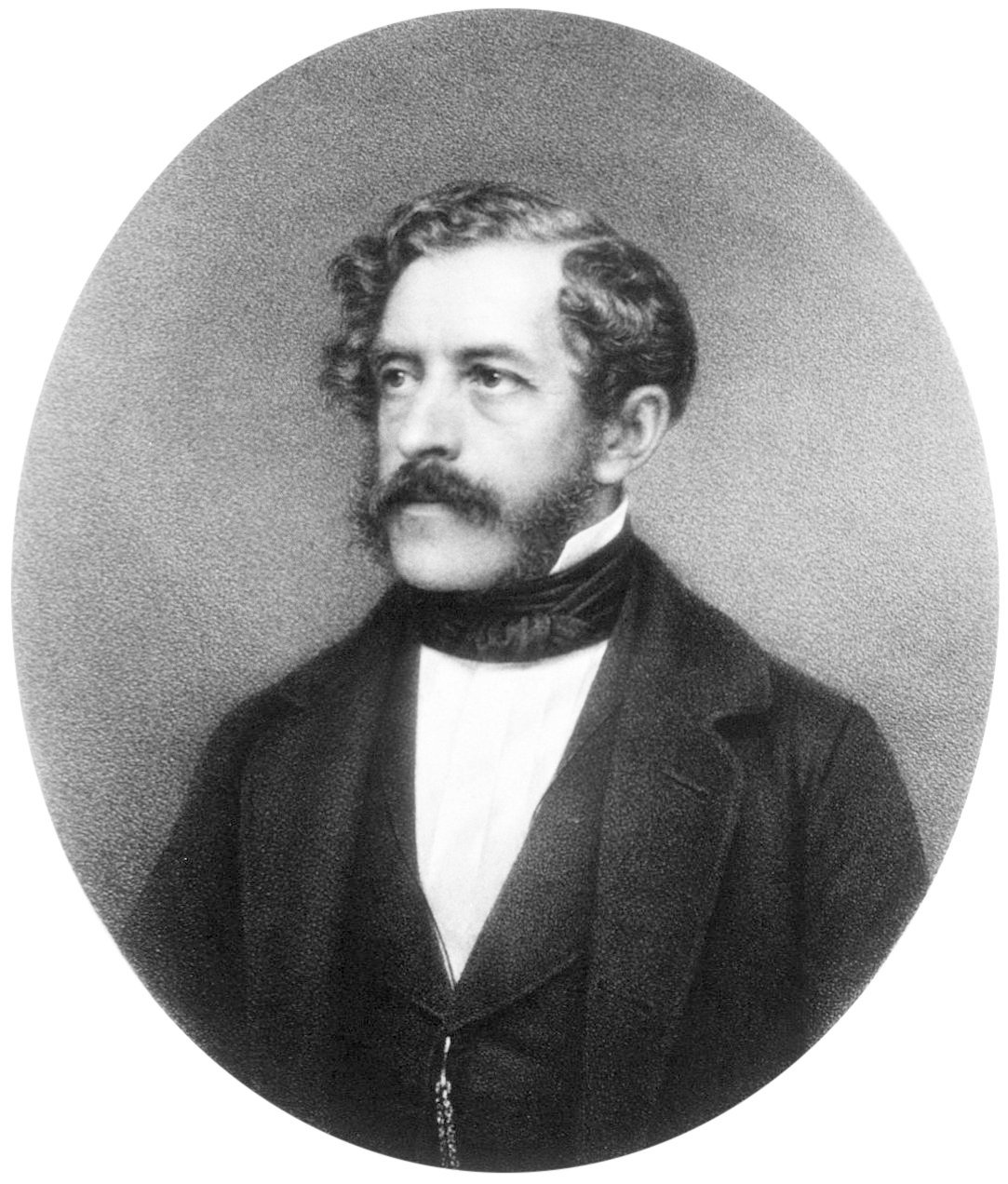
Bernhard von Langenbeck

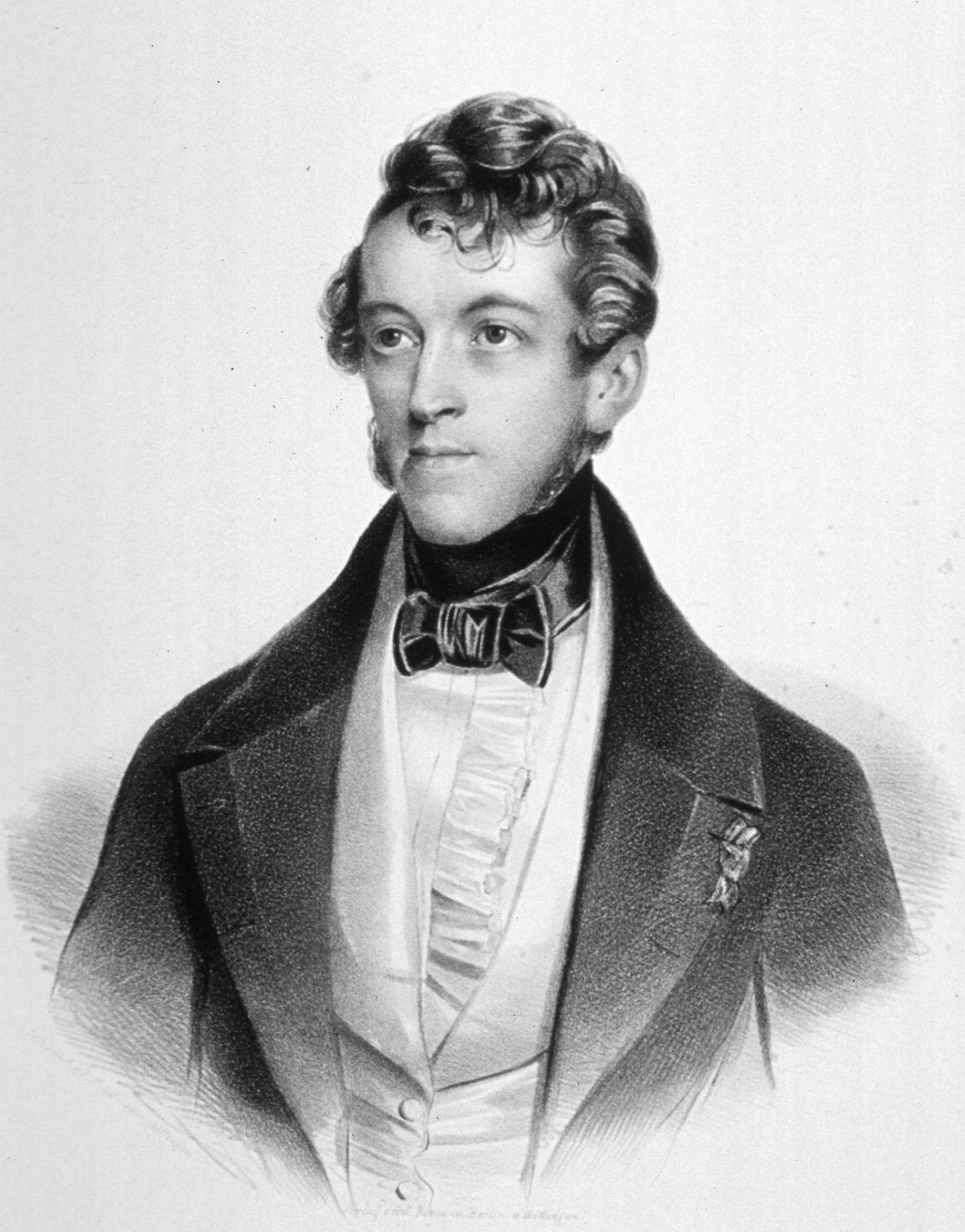
Bernhard von Langenbeck

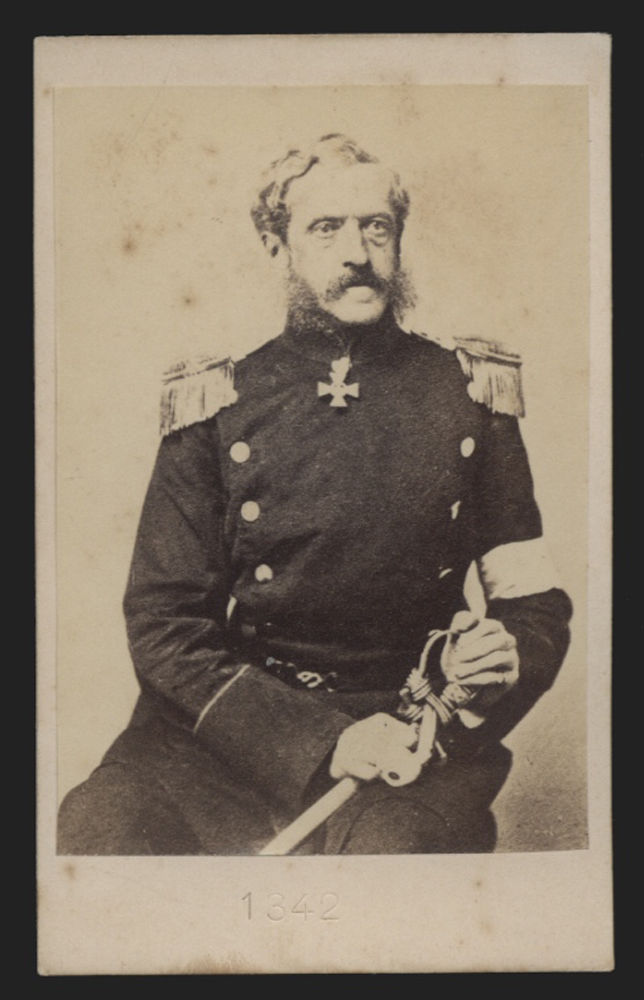
Bernhard von Langenbeck como Generalstabsarzt en la Segunda Guerra de Schleswig.

Nació en Padingbüttel, y recibió su educación médica en Göttingen, donde uno de sus profesores era su tío Konrad Johann Martin Langenbeck. Hizo su doctorado en 1835 con una tesis sobre la estructura de la retina. Después de una visita a Francia e Inglaterra, retornó a Göttingen como Privatdozent, y en 1842 se convirtió en Profesor de Cirugía y Director del Friedrichs Hospital en Kiel. Seis años después sucedió a Johann Friedrich Dieffenbach (1794-1847) como Director del Instituto Clínico de Cirugía y Oftolmología en la Charité en Berlín, y permaneció ahí hasta 1882, cuando problemas de salud le obligaron a retirarse.
Langenbeck era un audaz y habilidoso cirujano, pero prefería no operar mientras otros medios le proporcionaban perspectivas de éxito. Se especializó en cirugía militar y se convirtió en una autoridad en el tratamiento de heridas de bala. Sirvió como general cirujano de campo del ejército en la Primera Guerra de Schleswig en 1848 y vio servicio activo en la Segunda Guerra de Schleswig en 1864, siendo ennoblecido por sus servicios. También sirvió en la guerra austro-prusiana en 1866, y en la guerra franco-prusiana de 1870-71. Estuvo en Orleans a finales de 1870 después de que la ciudad fuera tomada por los prusianos y en su calidad de cirujano o consultor asistió a los hombres heridos que llenaban todos los edificios públicos. También utilizó las oportunidades de instrucción que así surgieron, y el Militär-ärztliche Gesellschaft, que se reunió dos veces por semana durante algunos meses, y en cuyas discusiones se invitó a todos los cirujanos de la ciudad, independientemente de su nacionalidad, fue formado principalmente por su energía y entusiasmo. Murió en Wiesbaden en septiembre de 1887.
En la Convención Internacional de Ginebra, respaldó la cita del emperador alemán según la cual "un herido enemigo ya no es más un enemigo, sino un camarada que necesita ayuda".
Von Langenbeck es quizás mejor conocido hoy en día como el "padre de la residencia quirúrgica". Bajo su tutela en la Charité en Berlín, concibió y desarrolló un sistema donde los nuevos graduados médicos vivirían en el hospital mientras gradualmente asumían tareas de más responsabilidad en el cuidado y supervisión del día a día de los pacientes quirúrgicos. Entre su "personal interno" más conocido había cirujanos como Billroth y Emil Theodor Kocher. El gran logro de su modelo de personal interno fue reconocido por nada menos que por Sir William Osler y William Halsted, quienes rápidamente adoptaron su concepto en los sistemas de enseñanza de los Departamentos de Medicina y Cirugía, respectivamente, en el Hospital Universitario Johns Hopkins a finales del siglo XIX.